# Йежи Липман
Йѐжи Лѝпман (на полски: Jerzy Lipman) е полски филмов оператор, водещ творец на полската филмова школа.
Роден е на 10 април 1922 година в град Бжешч над Бугем в еврейско семейство. По време на Втората световна война е затворен в гетото в град Воломин. Впоследствие е войник в Полската народна армия. През 1952 година завършва операторско майсторство в Лодзкото филмово училище. В своята работа акцентира на експресивно-емоционалния аспект на снимките за сметка на техническото качество. Сътрудничи с режисьори като Анджей Вайда („Поколение“, „Канал“, „Летящата“), Анджей Мунк („Лош късмет“), Александер Форд („Осмият ден от седмицата“) и Роман Полански („Нож във водата“).
Във връзка със „мартенските събития“, през 1968 година имигрира. Умира на 11 ноември 1983 година в Лондон.